# 莫桑比克解放阵线中央委员会政治局
莫桑比克解放阵线中央委员会政治局是一个曾经存在的政治局，萨莫拉·马谢尔去世及选举若阿金·希萨诺继任后，在1986年10月19日至11月6日期间，曾短暂行使莫桑比克人民共和国总统的职责。1989年，莫解阵第五次代表大会对政治局进行了改革。

## 1986年成员
- 马塞利诺·多斯桑托斯
- 若阿金·希萨诺
- 阿尔贝托·奇潘德（英语：Alberto Chipande）
- 阿曼多·格布扎
- 豪尔赫·雷贝洛（Jorge Rebelo）
- 马里亚诺·德·阿劳霍·马钦赫（英语：Mariano de Araújo Matsinhe）
- 塞巴斯蒂昂·马科斯·马博特（Sebastião Marcos Mabote）
- 哈辛托·苏亚雷斯·维罗索（Jacinto Soares Veloso）
- 马里奥·达格拉萨·马顺戈
- 何塞·奥斯卡·蒙泰罗（José Óscar Monteiro）